# 韦勒河畔蒙蒂尼
韦勒河畔蒙蒂尼（法語：Montigny-sur-Vesle，法語發音：[mɔ̃tiɲi syʁ vɛl]）是法国马恩省的一个市镇，位于该省西北部，属于兰斯区。

## 地理
韦勒河畔蒙蒂尼（49°18'46"N, 3°48'5"E）面积9.46 平方千米，位于法国大東部大區马恩省，该省份为法国东北部内陆省份，北起阿登省，西北接埃纳省，西南接塞纳-马恩省，南至奥布省，东南接上马恩省，东临默兹省。
与韦勒河畔蒙蒂尼接壤的市镇（或旧市镇、城区）包括：布旺库尔、韦勒河畔布勒伊、韦勒河畔容什里、佩维、普鲁伊、罗曼、旺德伊、旺特莱。

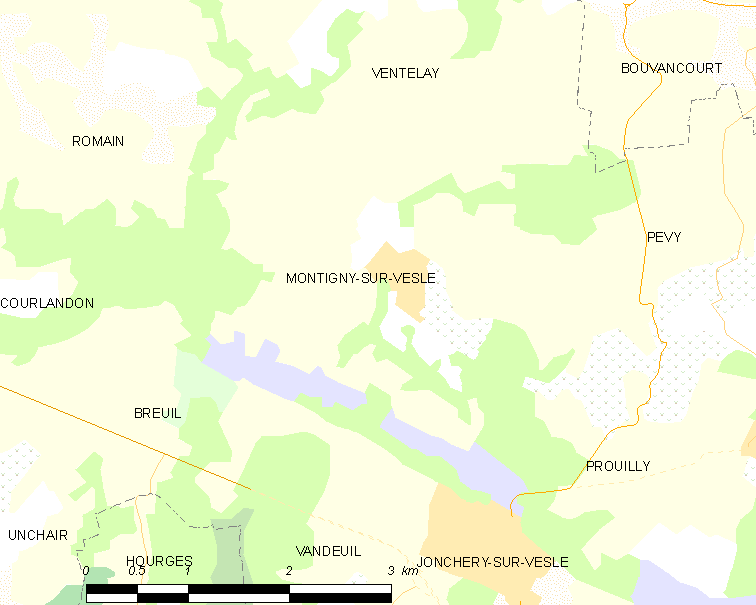
韦勒河畔蒙蒂尼的OSM定位图

韦勒河畔蒙蒂尼的时区为UTC+01:00、UTC+02:00（夏令时）。

## 行政
韦勒河畔蒙蒂尼的邮政编码为51140，INSEE市镇编码为51379。

## 政治
韦勒河畔蒙蒂尼所属的省级选区为菲姆-兰斯山县。

## 人口

1962-2008年间韦勒河畔蒙蒂尼人口变化图示

韦勒河畔蒙蒂尼于2022年1月1日时的人口数量为537人。